# Parabiognonia
Parabiognonia é um género botânico pertencente à família Bignoniaceae.

## Espécies
- Parabignonia chodatii
- Parabignonia maximiliani
- Parabignonia maximilianii
- Parabignonia steyermarkii
- Parabignonia unguiculata